# علاج الاختراق
العلاج الخارق هو تصنيف إدارة الغذاء والدواء الأمريكية الذي يسرع تطوير الأدوية التي أنشأها الكونجرس بموجب القسم 902 من قانون السلامة والابتكار لإدارة الغذاء والدواء في 9 يوليو 2012. لا يقصد من تسمية "العلاج الاختراقي" التابعة لإدارة الغذاء والدواء أن تشير إلى أن الدواء هو في الواقع "اختراق" أو أن هناك دليلا عالي الجودة على فعالية العلاج لحالة معينة; بدلا من ذلك، فإنه يسمح لإدارة الغذاء والدواء بمنح استعراض الأولوية لمرشحي المخدرات إذا الأولية التجارب السريرية أشر إلى أن العلاج قد يوفر مزايا علاجية كبيرة مقارنة بالخيارات الحالية للمرضى الذين يعانون من أمراض خطيرة أو مهددة للحياة. لدى إدارة الغذاء والدواء آليات أخرى لتسريع عملية المراجعة والموافقة على الأدوية الواعدة، بما في ذلك المسار السريع التعيين, الموافقة المعجلة، و استعراض الأولوية.

## الاحتياجات
يمكن تعيين تسمية العلاج الاختراقي للدواء إذا كان "دواء مخصصا بمفرده أو بالاشتراك مع دواء آخر أو أكثر لعلاج مرض أو حالة خطيرة أو مهددة للحياة" وإذا كانت الأدلة السريرية الأولية تشير إلى أن الدواء قد يظهر تحسنا كبيرا على العلاجات الحالية في واحدة أو أكثر من نقاط النهاية المهمة سريريا،  مثل آثار العلاج الكبيرة التي لوحظت في وقت مبكر من التطور السريري.
تتم مراجعة الطلبات من قبل مركز تقييم وأبحاث الأدوية (CDER) ومركز تقييم وأبحاث البيولوجيا (CBER). ويتلقى المركز ما يقرب من 100 طلب في السنة للحصول على تعيين اختراق. تاريخيا، تمت الموافقة على حوالي الثلث. ويتلقى المكتب 15-30 طلبا سنويا. يجب على الرعاة التقدم بطلب للحصول على حالة الاختراق بشكل منفصل لكل إشارة ينوون تسمية الدواء لها.
وتقدم طلبات التعيين الاختراقي كتعديل لطلبات دائرة الهجرة والتجنيس، عادة قبل نهاية اجتماع المرحلة الثانية.

## الحوافز
يتم إعطاء الأدوية التي تم منحها حالة اختراق مراجعة الأولوية. تعمل إدارة الغذاء والدواء الأمريكية مع راعي طلب الدواء لتسريع عملية الموافقة. يمكن أن تشمل هذه العملية المعجلة مراجعات متجددة وتجارب سريرية أصغر وتصميمات تجريبية بديلة.

## القضايا
وقال النقاد أن الاسم مضلل ويوفر الشركات التي تحصل على تسمية اختراق لمرشح المخدرات مع ميزة التسويق التي قد تكون غير مستحقة. تقر إدارة الغذاء والدواء الأمريكية بأن اسم" العلاج الاختراقي " قد يكون مضللا. لم يكن المقصود أبدا الإيحاء بأن هذه الأدوية هي في الواقع "اختراقات"، ولا يضمن أنها ستوفر فائدة سريرية، ولكن لا يزال النقاد يشكون من أنها تستند إلى أدلة أولية، بما في ذلك التغييرات في العلامات البديلة مثل القياسات المختبرية، والتي غالبا لا تعكس "فائدة سريرية ذات مغزى"."
تنص إرشادات إدارة الغذاء والدواء على ما يلي: "لن تظهر جميع المنتجات المصنفة كعلاجات اختراق في النهاية أنها تتمتع بتحسن كبير على العلاجات المتاحة التي اقترحتها الأدلة السريرية الأولية في وقت التعيين. إذا لم يعد التعيين مدعوما بالبيانات اللاحقة، فقد تلغي إدارة الغذاء والدواء التعيين."

## الأجهزة الطبية
اعتبارا من أغسطس 2020، منحت إدارة الغذاء والدواء الأمريكية تسميات أجهزة اختراق ل 298 جهازا طبيا في المجموع منذ إنشائها، بما في ذلك 50 جهازا لعام 2020.

## أنظر أيضا
- قائمة الأدوية الممنوحة تسمية العلاج اختراق
- برنامج تطوير المسار السريع لإدارة الغذاء والدواء
- مراجعة الأولوية (ادارة الاغذية والعقاقير)
- المخدرات اليتيمة